# E-Prix di Buenos Aires 2015
L'E-Prix di Buenos Aires 2015 è stata la quarta prova del campionato di Formula E 2014-2015 e si è svolta il 10 gennaio 2015. La gara è stata vinta da António Félix da Costa, che conquista così la prima vittoria nella serie per sé e per il team Amlin Aguri.

## Prima della gara
Ho-Pin Tung torna al volante per il team China Racing dopo che a Punta del Este era stato sostituito da Antonio García. Nel team Amlin Aguri viene confermato Salvador Durán al posto di Katherine Legge. Infine il team Andretti conferma Vergne e chiama al suo fianco Marco Andretti che sostituisce Matthew Brabham. A partire dal 23 dicembre 2014 Franck Montagny viene sospeso dalla FIA essendo risultato positivo alla benzoilecgonina (metabolita della cocaina), in un test antidoping effettuato a Putrajaya.

## Qualifiche
Nella sessione di qualifiche si è avuta la seguente situazione. Jarno Trulli non ha fatto segnare alcun tempo cronometrato a causa di un impatto con le barriere durante il primo tentativo.
| Pos.                        | Nº | Pilota                 | Squadra            | Tempo       | Distacco | Griglia |
| --------------------------- | -- | ---------------------- | ------------------ | ----------- | -------- | ------- |
| 1                           | 9  | Sébastien Buemi        | e.dams Renault     | 1:09.134    | —        | 1       |
| 2                           | 3  | Jaime Alguersuari      | Virgin Racing      | 1:09.161    | +0.027   | 2       |
| 3                           | 23 | Nick Heidfeld          | Venturi            | 1:09.367    | +0.233   | 3       |
| 4                           | 2  | Sam Bird               | Virgin Racing      | 1:09.388    | +0.254   | 4       |
| 5                           | 11 | Lucas Di Grassi        | Audi Sport ABT     | 1:09.521    | +0.387   | 5       |
| 6                           | 27 | Jean-Éric Vergne       | Andretti Autosport | 1:09.527    | +0.393   | 6       |
| 7                           | 8  | Nicolas Prost          | e.dams Renault     | 1:09.636    | +0.502   | 7       |
| 8                           | 55 | António Félix da Costa | Amlin Aguri        | 1:09.658    | +0.524   | 8       |
| 9                           | 99 | Nelson Piquet Jr.      | China Racing       | 1:09.742    | +0.608   | 9       |
| 10                          | 5  | Karun Chandhok         | Mahindra Racing    | 1:09.875    | +0.741   | 10      |
| 11                          | 30 | Stéphane Sarrazin      | Venturi            | 1:10.165    | +1.031   | 11      |
| 12                          | 66 | Daniel Abt             | Audi Sport ABT     | 1:10.329    | +1.195   | 12      |
| 13                          | 6  | Oriol Servià           | Dragon Racing      | 1:10.588    | +1.454   | 13      |
| 14                          | 28 | Marco Andretti         | Andretti Autosport | 1:10.713    | +1.579   | 14      |
| 15                          | 88 | Ho-Pin Tung            | China Racing       | 1:11.049    | +1.915   | 15      |
| 16                          | 23 | Salvador Durán         | Amlin Aguri        | 1:11.331    | +2.197   | 16      |
| 17                          | 18 | Michela Cerruti        | Trulli             | 1:11.785    | +2.651   | 17      |
| 18                          | 7  | Jérôme d'Ambrosio      | Dragon Racing      | 1:12.239    | +3.105   | 18      |
| 19                          | 21 | Bruno Senna            | Mahindra Racing    | 1:13.209    | +4.075   | 19      |
| Tempo limite 107%: 1:13.973 |    |                        |                    |             |          |         |
| —                           | 10 | Jarno Trulli           | Trulli             | senza tempo | —        | 20      |

## Gara
I risultati della gara sono i seguenti:
| Pos. | Nº | Pilota                 | Squadra            | Giri | Tempo/Ritiro | Griglia | Punti |
| ---- | -- | ---------------------- | ------------------ | ---- | ------------ | ------- | ----- |
| 1    | 55 | António Félix da Costa | Amlin Aguri        | 35   | 48:52.100    | 8       | 25    |
| 2    | 8  | Nicolas Prost          | e.dams Renault     | 35   | +5.354       | 7       | 18    |
| 3    | 99 | Nelson Piquet Jr.      | China Racing       | 35   | +8.552       | 9       | 15    |
| 4    | 3  | Jaime Alguersuari      | Virgin Racing      | 35   | +11.148      | 2       | 12    |
| 5    | 21 | Bruno Senna            | Mahindra Racing    | 35   | +11.535      | 19      | 10    |
| 6    | 27 | Jean-Éric Vergne       | Andretti Autosport | 35   | +13.319      | 6       | 8     |
| 7    | 2  | Sam Bird               | Virgin Racing      | 35   | +13.617      | 4       | 8     |
| 8    | 23 | Nick Heidfeld          | Venturi            | 35   | +15.464      | 3       | 4     |
| 9    | 6  | Oriol Servià           | Dragon Racing      | 35   | +19.334      | 13      | 2     |
| 10   | 30 | Stéphane Sarrazin      | Venturi            | 35   | +28.973      | 11      | 1     |
| 11   | 88 | Ho-Pin Tung            | China Racing       | 35   | +1:12.858    | 15      |       |
| 12   | 28 | Marco Andretti         | Andretti Autosport | 34   | +1 giro      | 14      |       |
| 13   | 66 | Daniel Abt             | Audi Sport ABT     | 33   | Incidente    | 12      |       |
| 14   | 7  | Jérôme d'Ambrosio      | Dragon Racing      | 33   | +2 giri      | 18      |       |
| Rit  | 10 | Jarno Trulli           | Trulli             | 30   | Motore       | 20      |       |
| Rit  | 11 | Lucas Di Grassi        | Audi Sport ABT     | 26   | Sospensione  | 5       |       |
| Rit  | 9  | Sébastien Buemi        | e.dams Renault     | 23   | Collisione   | 1       | 3     |
| Rit  | 18 | Michela Cerruti        | Trulli             | 20   | Batteria     | 17      |       |
| Rit  | 5  | Karun Chandhok         | Mahindra Racing    | 15   | Sospensione  | 10      |       |
| SQ   | 77 | Salvador Durán         | Amlin Aguri        | 35   | +14.724      | 16      |       |

## Classifiche

### Piloti
| Pos. | Pilota            | Punti |
| ---- | ----------------- | ----- |
| 1    | Lucas Di Grassi   | 58    |
| 2    | Sam Bird          | 48    |
| 3    | Sébastien Buemi   | 43    |
| 4    | Nicolas Prost     | 42    |
| 5    | Nelson Piquet Jr. | 37    |

### Squadre
| Pos. | Squadra            | Punti |
| ---- | ------------------ | ----- |
| 1    | e.dams Renault     | 85    |
| 2    | Virgin Racing      | 74    |
| 3    | Audi Sport ABT     | 62    |
| 4    | Andretti Autosport | 41    |
| 5    | Dragon Racing      | 38    |